# Лукерьино (Омская область)
Лукерьино — деревня в Исилькульском районе Омской области. Входит в состав Медвежинского сельского поселения.

## История
Основана в 1781 г. В 1928 г. состояла из 159 хозяйств, основное население — русские. Центр Лукерьинского сельсовета Исилькульского района Омского округа Сибирского края.

## Население
| 1926 | 2002 | 2010 |
| ---- | ---- | ---- |
| 724  | ↘169 | ↘70  |